# Méthoxypentane
Le méthoxypentane est un éther.